# Svea (forskningsstation)
Svea är en svensk forskningsstation i Antarktis. Den ligger 1 227 meter över havet och har cirka 400 km avstånd till närmaste kustlinje. Stationen finns kvar, medan tidigare svenska stationer som Snow Hill från 1901 och Maudheim från 1949 är nedlagda. Svea etablerades under Antarktisexpeditionen 1987–1988 på en klippa i bergstrakten Heimefrontfjella i Drottning Mauds land, i urholkningen Scharffenbergbotnen.
Terrängen runt Svea är varierad.
Stationen byggdes av två ihopkopplade glasfibercontainrar. Den har en yta på 12 m² och ger plats åt sängar för fyra forskare samt ett litet förrum. Den används vanligen bara under det södra halvklotets sommar.
Forskningsstationen Svea förvaltas av den svenska myndigheten Polarforskningssekretariatet.